# Marguerite MacIntyre
Marguerite MacIntyre (* 11. Mai 1965 in Detroit, Michigan) ist eine US-amerikanische Schauspielerin.

## Karriere
Ihr Bühnendebüt hatte MacIntyre im Alter von sechzehn Jahren. Danach trat sie in diversen Theaterproduktionen in Detroit wie auch am Broadway auf. MacIntyre machte ihren Bachelor of Fine Arts an der University of Southern California und studierte Schauspiel an der Royal Academy of Dramatic Art in London.
Im Fernsehen spielte MacIntyre in Fernsehserien wie Seinfeld, Veronica und Ally McBeal mit, bevor sie die Rolle der Psychologin Nicole Trager in der Mysteryserie Kyle XY erhielt. In der Fantasyserie Vampire Diaries war sie von 2009 bis 2017 als Sheriff Forbes zu sehen.

## Filmografie (Auswahl)
- 1994: Seinfeld (Fernsehserie, Folge 6x01 Der Anstandswauwau)
- 1997–1998: The Tom Show (Fernsehserie, 3 Folgen)
- 1998–1999: Ein Trio zum Anbeißen (Two Guys, a Girl and a Pizza Place, Fernsehserie, 3 Folgen)
- 1999: Veronica (Veronica's Closet, Fernsehserie, Folge 2x16 Veronicas Festrede)
- 2000: Ally McBeal (Fernsehserie, Folge 3x15 In gefährlicher Mission)
- 2001: Law & Order: Special Victims Unit (Fernsehserie, Folge 2x17 Der Liebesbote)
- 2002: Roter Drache (Red Dragon)
- 2002: Strong Medicine: Zwei Ärztinnen wie Feuer und Eis (Strong Medicine, Fernsehserie, Folge 3x13 Deterioration)
- 2002: Top Secret – Zwei Plappermäuler in Australien (Our Lips Are Sealed)
- 2003: Practice – Die Anwälte (The Practice, Fernsehserie, Folge 8x09 Zwischen die Augen)
- 2003: The Shield – Gesetz der Gewalt (The Shield, Fernsehserie, 4 Folgen)
- 2004: Navy CIS (Navy NCIS, Fernsehserie, Folge 1x11 Wintersonne)
- 2004: The Days (Fernsehserie, 6 Folgen)
- 2005: Medical Investigation (Fernsehserie, Folge 1x12 Spiked)
- 2005: Bones – Die Knochenjägerin (Bones, Fernsehserie, Folge 1x04 Der Tote im Bär)
- 2005: Numbers – Die Logik des Verbrechens (NUMB3RS, Fernsehserie, Folge 2x01 Nach eigenem Ermessen)
- 2006–2009: Kyle XY (Fernsehserie, 43 Folgen)
- 2008: CSI: NY (Fernsehserie, Folge 5x07 Leiche im Keller)
- 2009: CSI: Miami (Fernsehserie, Folge 7x23 Kollateralschaden)
- 2009: The Mentalist (Fernsehserie, Folge 1x15 Lippenstift und Gift)
- 2009–2015, 2017: Vampire Diaries (The Vampire Diaries, Fernsehserie)